# Yukiko Motoya
Yukiko Motoya (本谷 有希子, Motoya Yukiko, 14 juillet 1979 à Hakusan) est une dramaturge et romancière japonaise.

## Biographie
Grande lectrice dans sa jeunesse d'Agatha Christie, Arthur Conan Doyle et Edogawa Ranpo, elle fait des études en théâtre et travaille dans le milieu du doublage et des voix pour les dessins animés avant d'amorcer, en 2000, une double carrière de dramaturge et de romancière.
En 2011, elle remporte le Prix Noma des nouveaux auteurs pour Nurui doku (ぬるい毒), en 2013, le Prix Kenzaburō Ōe pour Arashi no pikunikku (嵐のピクニック) et le Prix Mishima 2014 pour Jibun o suki ni naru hōhō (自分を好きになる方法), traduit en français sous le titre Comment apprendre à s'aimer (éditions Philippe Picquier). Consécration suprême, elle est lauréate en 2016 du Prix Akutagawa, le plus prestigieux prix littéraire japonais, pour Irui kon'in tan (異類婚姻譚), également traduit en français sous le titre Mariage contre nature (éditions Philippe Picquier).

## Ouvrages traduits et publiés en français
- Comment apprendre à s'aimer (Jibun o suki ni naru hōhō), traduit par Myriam Dartois-Ako, Arles, Éditions Philippe Picquier, coll. « Japon », 2016, 160 p.  (ISBN 978-2-8097-1188-2)
- Mariage contre nature (Irui kon'in tan), traduit par Myriam Dartois-Ako, Arles, Éditions Philippe Picquier, coll. « Japon », 2017, 128 p.  (ISBN 978-2-8097-1278-0)